# Tord Asle Gjerdalen
Tord Asle Gjerdalen (Hønefoss, 3 de agosto de 1983) es un deportista noruego que compitió en esquí de fondo.
Ganó cuatro medallas en el Campeonato Mundial de Esquí Nórdico, en los años 2011 y 2013.

## Palmarés internacional
| Campeonato Mundial | Campeonato Mundial     | Campeonato Mundial | Campeonato Mundial |
| Año                | Lugar                  | Medalla            | Prueba             |
| ------------------ | ---------------------- | ------------------ | ------------------ |
| 2011               | Oslo (Noruega)         | Medalla de oro     | Relevo 4 × 10 km   |
| 2011               | Oslo (Noruega)         | Medalla de bronce  | 50 km              |
| 2013               | Val di Fiemme (Italia) | Medalla de oro     | Relevo 4 × 10 km   |
| 2013               | Val di Fiemme (Italia) | Medalla de bronce  | 15 km              |